# 拡張階層化状態遷移表
拡張階層化状態遷移表（かくちょうかいそうかじょうたいせんいひょう）（EHSTM：Extended Hierarchy State Transition Matrix）は、状態遷移表（STM：State Transition Matrix）に階層化の概念を導入し、さらにマルチタスクに対応する並列の表記、事象に関数や割り込みを取り入れて拡張したもので、状態の数や事象の数が増えて表が大きくなりすぎた状態遷移表の見通しを良くすることができる。
| サブスタブ | この項目は、まだ閲覧者の調べものの参照としては役立たない、書きかけの項目です。この項目を加筆・訂正などしてくださる協力者を求めています。このテンプレートは分野別のサブスタブテンプレートやスタブテンプレート（Wikipedia:分野別のスタブテンプレート参照）に変更することが望まれています。 |